# Campeonato Mundial de Atletismo Júnior de 2010 - 800 m masculino
A prova dos 800 metros rasos masculino do Campeonato Mundial de Atletismo Júnior de 2010 ocorreu entre os dias 23 e 24 de julho em Moncton, no Canadá. 

## Recordes
Antes desta competição, os recordes mundiais e do campeonato nesta prova eram os seguintes:
|     | Nome         | Nacionalidade | Tempo   | Local | Data                   |
| --- | ------------ | ------------- | ------- | ----- | ---------------------- |
| WJR | Abubaker Kak | Sudão         | 1:42.69 | Oslo  | 6 de junho de 2008     |
| CR  | Benson Koech | Quênia        | 1:44.77 | Seul  | 18 de setembro de 1992 |

## Medalhistas
| Ouro                | Prata                | Bronze              |
| David Mutinda (KEN) | Casimir Loxsom (USA) | Robby Andrews (USA) |

## Cronograma
Todos os horários são locais (UTC-4).
| Data        | Hora  | Evento        |
| ----------- | ----- | ------------- |
| 23 de julho | 11:20 | Eliminatórias |
| 24 de julho | 14:10 | Semifinal     |
| 25 de julho | 14:55 | Final         |

## Resultados

### Eliminatórias
As eliminatórias se iniciaram no dia 23 de julho ás 11:20. 
Bateria 1
| Posição | Atleta                  | Nacionalidade  | Tempo   | Notas |
| ------- | ----------------------- | -------------- | ------- | ----- |
| 1       | Pierre-Ambroise Bosse   | França         | 1:50.60 | Q     |
| 2       | Robby Andrews           | Estados Unidos | 1:50.80 | Q     |
| 3       | Vasiliy Sadilov         | Rússia         | 1:50.92 | Q     |
| 4       | Anthony Romaniw         | Canadá         | 1:51.00 | q     |
| 5       | Ahmed Abdel Karim Farag | Egito          | 1:51.49 |       |
| 6       | Omar Bejaoui            | Espanha        | 1:53.17 |       |
| 7       | Jerry Lauto             | Vanuatu        | 2:02.04 |       |

Bateria 2
| Posição | Atleta               | Nacionalidade | Tempo   | Notas |
| ------- | -------------------- | ------------- | ------- | ----- |
| 1       | Dickson Tuwei        | Quênia        | 1:49.84 | Q     |
| 2       | Mohamed Al-Garni     | Catar         | 1:49.95 | Q     |
| 3       | Adam Cotton          | Reino Unido   | 1:50.24 | Q     |
| 4       | Mark Patterson       | Irlanda       | 1:50.47 | q     |
| 5       | Farkhod Kuralov      | Tajiquistão   | 1:51.39 |       |
| 6       | Anthonio Mascoll     | Barbados      | 1:51.42 |       |
| 7       | Christopher Sandoval | México        | 1:52.54 |       |
| 8       | Tomás Squella        | Chile         | 1:52.90 |       |

Bateria 3
| Posição | Atleta           | Nacionalidade | Tempo   | Notas               |
| ------- | ---------------- | ------------- | ------- | ------------------- |
| 1       | David Mutinda    | Quênia        | 1:49.37 | Q                   |
| 2       | Hamza Driouch    | Catar         | 1:49.54 | Q                   |
| 3       | Amine El-Manaoui | Marrocos      | 1:49.78 | Q                   |
| 4       | Thomas Roth      | Noruega       | 1:49.84 | q                   |
| 5       | Žan Rudolf       | Eslovênia     | 1:50.28 | q                   |
| 6       | Jorge Batista    | Portugal      | 1:51.00 |                     |
| 7       | Glen Ballam      | Nova Zelândia | 1:51.96 |                     |
| 8       | Alex Cherop      | Uganda        | DSQ     | Regra 163.3 da IAAF |

Bateria 4
| Posição | Atleta          | Nacionalidade  | Tempo   | Notas |
| ------- | --------------- | -------------- | ------- | ----- |
| 1       | Casimir Loxsom  | Estados Unidos | 1:49.47 | Q     |
| 2       | Esrael Awoke    | Etiópia        | 1:49.66 | Q     |
| 3       | Pablo Fernández | Espanha        | 1:49.71 | Q     |
| 4       | Adrian Plummer  | Austrália      | 1:50.00 | q     |
| 5       | Charles Grethen | Luxemburgo     | 1:50.74 | q     |
| 6       | Adrian Cirnaru  | Roménia        | 1:52.06 |       |
| 7       | Michel Berning  | Alemanha       | 1:53.30 |       |
| 8       | Michael James   | Santa Lúcia    | 1:57.51 |       |

Bateria 5
| Posição | Atleta               | Nacionalidade | Tempo   | Notas |
| ------- | -------------------- | ------------- | ------- | ----- |
| 1       | Niall Brooks         | Reino Unido   | 1:51.10 | Q     |
| 2       | Miroslav Burian      | Chéquia       | 1:51.23 | Q     |
| 3       | Halit Kiliç          | Turquia       | 1:51.25 | Q     |
| 4       | Darren McBrearty     | Irlanda       | 1:51.41 |       |
| 5       | Erik Estrada         | Porto Rico    | 1:52.11 |       |
| 6       | Thomas Eide          | Noruega       | 1:52.67 |       |
| 7       | Chouaib Hamdane      | Argélia       | 1:53.15 |       |
| 8       | Abedalaziz Al-Merdek | Jordânia      | 1:53.42 |       |

Bateria 6
| Posição | Atleta             | Nacionalidade                  | Tempo   | Notas               |
| ------- | ------------------ | ------------------------------ | ------- | ------------------- |
| 1       | Samir Dahmani      | França                         | 1:50.80 | Q                   |
| 2       | Abdul Aziz Mohamed | Arábia Saudita                 | 1:51.04 | Q                   |
| 3       | Kuey Diew          | Austrália                      | 1:51.04 | Q                   |
| 4       | Taras Bybyk        | Ucrânia                        | 1:51.15 |                     |
| 5       | Andreas Lange      | Alemanha                       | 1:51.18 |                     |
| 6       | Rickard Gunnarsson | Suécia                         | 1:52.65 |                     |
| 7       | Fabrice Tambwe     | República Democrática do Congo | 1:58.23 |                     |
| 8       | Abdoul Aziz Kimba  | Níger                          | DSQ     | Regra 163.3 da IAAF |

### Semifinal
As semifinais se iniciaram no dia 24 de julho ás 14:10. 
Semifinal 1
| Posição | Atleta             | Nacionalidade  | Tempo   | Notas |
| ------- | ------------------ | -------------- | ------- | ----- |
| 1       | Dickson Tuwei      | Quênia         | 1:47.51 | Q     |
| 2       | Mohamed Al-Garni   | Catar          | 1:48.15 | Q     |
| 3       | Samir Dahmani      | França         | 1:48.31 | q     |
| 4       | Halit Kiliç        | Turquia        | 1:48.63 |       |
| 5       | Kuey Diew          | Austrália      | 1:49.14 |       |
| 6       | Adam Cotton        | Reino Unido    | 1:50.25 |       |
| 7       | Abdul Aziz Mohamed | Arábia Saudita | 1:50.78 |       |
| 8       | Žan Rudolf         | Eslovênia      | 1:53.21 |       |

Semifinal 2
| Posição | Atleta           | Nacionalidade  | Tempo   | Notas               |
| ------- | ---------------- | -------------- | ------- | ------------------- |
| 1       | Robby Andrews    | Estados Unidos | 1:48.76 | Q                   |
| 2       | Niall Brooks     | Reino Unido    | 1:49.01 | Q                   |
| 3       | Miroslav Burian  | Chéquia        | 1:49.07 |                     |
| 4       | Anthony Romaniw  | Canadá         | 1:49.26 |                     |
| 5       | Pablo Fernández  | Espanha        | 1:55.87 |                     |
| 6       | Esrael Awoke     | Etiópia        | DQ      |                     |
| 8       | Amine El-Manaoui | Marrocos       | DSQ     | Regra 163.3 da IAAF |
| 7       | Mark Patterson   | Irlanda        | DSQ     | Regra 163.3 da IAAF |
| 8       | Amine El-Manaoui | Marrocos       | DSQ     | Regra 163.2 da IAAF |

Semifinal 3
| Posição | Atleta                | Nacionalidade  | Tempo   | Notas |
| ------- | --------------------- | -------------- | ------- | ----- |
| 1       | Casimir Loxsom        | Estados Unidos | 1:46.91 | Q     |
| 2       | David Mutinda         | Quênia         | 1:48.04 | Q     |
| 3       | Pierre-Ambroise Bosse | França         | 1:48.38 | q     |
| 4       | Hamza Driouch         | Catar          | 1:49.33 |       |
| 5       | Thomas Roth           | Noruega        | 1:49.39 |       |
| 6       | Charles Grethen       | Luxemburgo     | 1:52.09 |       |
| 7       | Adrian Plummer        | Austrália      | 1:52.25 |       |
| 8       | Vasiliy Sadilov       | Rússia         | 1:52.68 |       |

### Final
A prova final foi realizada no dia 25 de julho ás 14:45. 
| Posição           | Atleta                | Nacionalidade  | Tempo   | Notas |
| ----------------- | --------------------- | -------------- | ------- | ----- |
| Medalha de ouro   | David Mutinda         | Quênia         | 1:46.41 |       |
| Medalha de prata  | Casimir Loxsom        | Estados Unidos | 1:46.57 |       |
| Medalha de bronze | Robby Andrews         | Estados Unidos | 1:47.00 |       |
| 4                 | Niall Brooks          | Reino Unido    | 1:47.02 |       |
| 5                 | Samir Dahmani         | França         | 1:47.82 |       |
| 6                 | Dickson Tuwei         | Quênia         | 1:48.97 |       |
| 7                 | Mohamed Al-Garni      | Catar          | 1:50.16 |       |
| 8                 | Pierre-Ambroise Bosse | França         | 1:53.52 |       |

Legenda
| Recorde mundial       | Recorde mundial (World record)               |                       | Recorde africano                      | Recorde africano (African) |                                           | Q | Classificado por posição (Qualified) |
| Recorde do campeonato | Recorde do campeonato (Championship record)  | Recorde da América    | Recorde da América (Americas)         | q                          | Classificado por melhor tempo (Qualified) |   |                                      |
| Melhor marca do ano   | Melhor marca do ano (World leading)          | Recorde asiático      | Recorde asiático (Asian)              | DNS                        | Não largou (Did not start)                |   |                                      |
| Recorde nacional      | Recorde nacional (National record)           | Recorde europeu       | Recorde europeu (European)            | DNF                        | Não terminou (Did not finish)             |   |                                      |
| Recorde pessoal       | Recorde pessoal do atleta (Personal best)    | Recorde da Oceania    | Recorde da Oceania (Oceania)          | DSQ / DQ                   | Desclassificado (Disqualified)            |   |                                      |
| Recorde da temporada  | Recorde da temporada do atleta (Season best) | Recorde sul-americano | Recorde sul-americano (South America) | NM                         | Sem marca (No mark)                       |   |                                      |